# کلن‌لی
کلن‌لی (به لاتین: Kelenly) یک منطقه مسکونی در جمهوری آذربایجان است که در شهرستان حاجی‌قبول واقع شده است.